# Distrito de Tauría

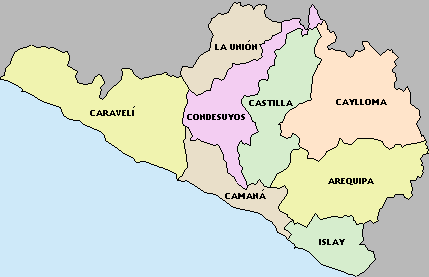
Provincias de Arequipa

El distrito de Tauría es uno de los once distritos que conforman la provincia de La Unión en el Departamento de Arequipa,  bajo la administración del Gobierno regional de Arequipa, en el sur del Perú.
Desde el punto de vista jerárquico de la Iglesia católica forma parte de la Prelatura de Chuquibamba en la Arquidiócesis de Arequipa.

## Historia
El distrito fue creado mediante Ley 12147 del 19 de noviembre de 1954, durante el mandato presidencial del General Manuel A. Odría.

## Datos básicos
Según los datos estadísticos actualizados a la fecha, la población tauriana es de 440 habitantes. Tiene una extensión territorial de 314,68 kilómetros cuadrados.

## Administración
La capital del distrito es la villa de Tauría. Tiene tres anexos: Caychina, Tazno y Tanisca; y cuenta además con seis comunidades campesinas: Anirca, Antanaiso, Ccollca, Huante, Pan de Azúcar y Quepac.

## Autoridades

### Municipales
- 2011-2014[3]
  - Alcalde: Pedro Pablo Anchante Luján, del Movimiento Decide (D).
  - Regidores: Edilberto Adolfo Llamoca Asto (D), Reyna Andrea Barriga Guzmán (D), Jorge Lino Condori Huyhua (D), Lilia Manuela Llamoca Cueva (D), Javier Valentín Sánchez Villagómez (Acción Popular).
- 2007-2010
  - Alcalde: Efraín Guillermo Sánchez Medina.

### Religiosas
- Obispo Prelado: Mons. Mario Busquets Jordá.

## Folklore
El folklore, así como también las costumbres ancestrales del Pueblo de Tauría y de los otros distritos que conforman el territorio de la Provincia de La Unión, tiene pues características propias, bien marcadas y definidas.
El idioma principal de los taurianos es el quechua y el español.
Entre los principales artistas y difusores del arte, costumbres y tradiciones propias del pueblo tauriano, se puede mencionar a:
- El Conjunto Folclórico de los Hermanos Cacsire, dirigido por Leonidas Cacsire Acapana.
- Revelación del Perú.
- El Conjunto Rosales de Tauria.

También cuenta con destacadas bandas orquestas, entre las cuales destacada la banda orquesta San Isidro de Tauría;  la Banda Orquesta Provincial la Unión; la Banda Orquesta Juventud Tauría, en New York con la Banda Orquesta Show "Armonía del Perú".

## Festividades
Entre las festividades principales del pueblo tauriano se puede mencionar las siguientes:
- La Fiesta del Niño Jesús o Niño Huayllurino, el 6 de enero (día central).
- La Festividad en Honor a San Isidro Labrador, Patrón Tutelar del Distrito de Tauría, Mes de mayo
- La Festividad de la Cruz Misionera, el 1 de mayo
- La Festividad de la Virgen de la Asunción, el 15 de agosto
- La Festividad del Señor de los Milagros, en la zona de Huarcampuna (octubre).
- Aniversario del distrito Tauria , 19 de noviembre